# ساترداي نايت لايف
ساترداي نايت لايف (بالإنجليزية: Saturday Night Live؛ إختصاراً: SNL) برنامج منوعات تلفزيوني أمريكي مباشر، يُعرض في آخر الليل على قناة هيئة الإذاعة الوطنية. أعدهُ لورن مايكلز وطوره ديك إيبرسول. عرض لأول مرة في 11 أكتوبر، عام 1975، بعنوان «أن بي سي، ليلة السبت». يُقدم البرنامج عروضاً كوميدية ومحاكاة ساخرة للسياسة والثقافة المعاصرة، يؤديها طاقم كبير من الممثلين، كل حلقة يقدمها ضيف من المشاهير ويقدم المونولوج الإفتتاحي مع طاقم البرنامج، كما تقدم عروضاً موسيقيةً مباشرة يؤديها الضيف الموسيقي لكل حلقة. تبدأ كل حلقة بالفقرة الإفتتاحية يظهر فيها إحدى الشخصيات معلناً بداية البرنامج بالصراخ قائلاً «مباشر من نيويورك إنها ليلة السبت».
في عام 1980، ترك لورن مايكلز البرنامج ليسعى وراء فرصاً أخرى، وأستبدلته جين دومانيان التي بدورها أستبدلت ديك إيبرسول. أدار إيبرسول البرنامج حتى عودة لورن مايكلز في عام 1985، وبقي مايكلز في البرنامج حتى الآن.
يُبثّ البرنامج من إستوديو 8H في مقر هيئة الإذاعة الوطنية في مبنى كومكاست، إعتباراً من 17 ديسمبر، 2016، بُث البرنامج 818 حلقة منذ بدأه في عام 1975، حيث بدأ موسمه الثاني والأربعون في 1 أكتوبر، 2016، مما يجعله من أطول البرنامج التلفزيونية إستمراراً في الولايات المتحدة. بعد نجاح البرنامج في الولايات المتحدة لاقى البرنامج رواجاً دولياً وطور لنسخ محلية في العديد من الدول حول العالم في: كندا، إسبانيا، إيطاليا، كوريا الجنوبية، اليابان، البرازيل، فنلندا، كما طورت نسخة عربية من البرنامج عرضت على قنوات أوربت شوتايم. بعد نجاح العديد من العروض الكوميدية في البرنامج طور بعضها لأفلام سينمائية لاقى بعضها نجاحاً في شباك التذاكر مثل: أخوان البلوز (1980)، وعالم واين (1992).
خلال العقود الأربعة التي أستمبر بها البرنامج، حصد ساترداي نايت لايف عدداً من الجوائز والترشيحات: 50 جائزة إيمي برايم تايم، 2 جائزة بيبودي، و3 جوائز نقابة الكتاب الأمريكية.

## البثّ

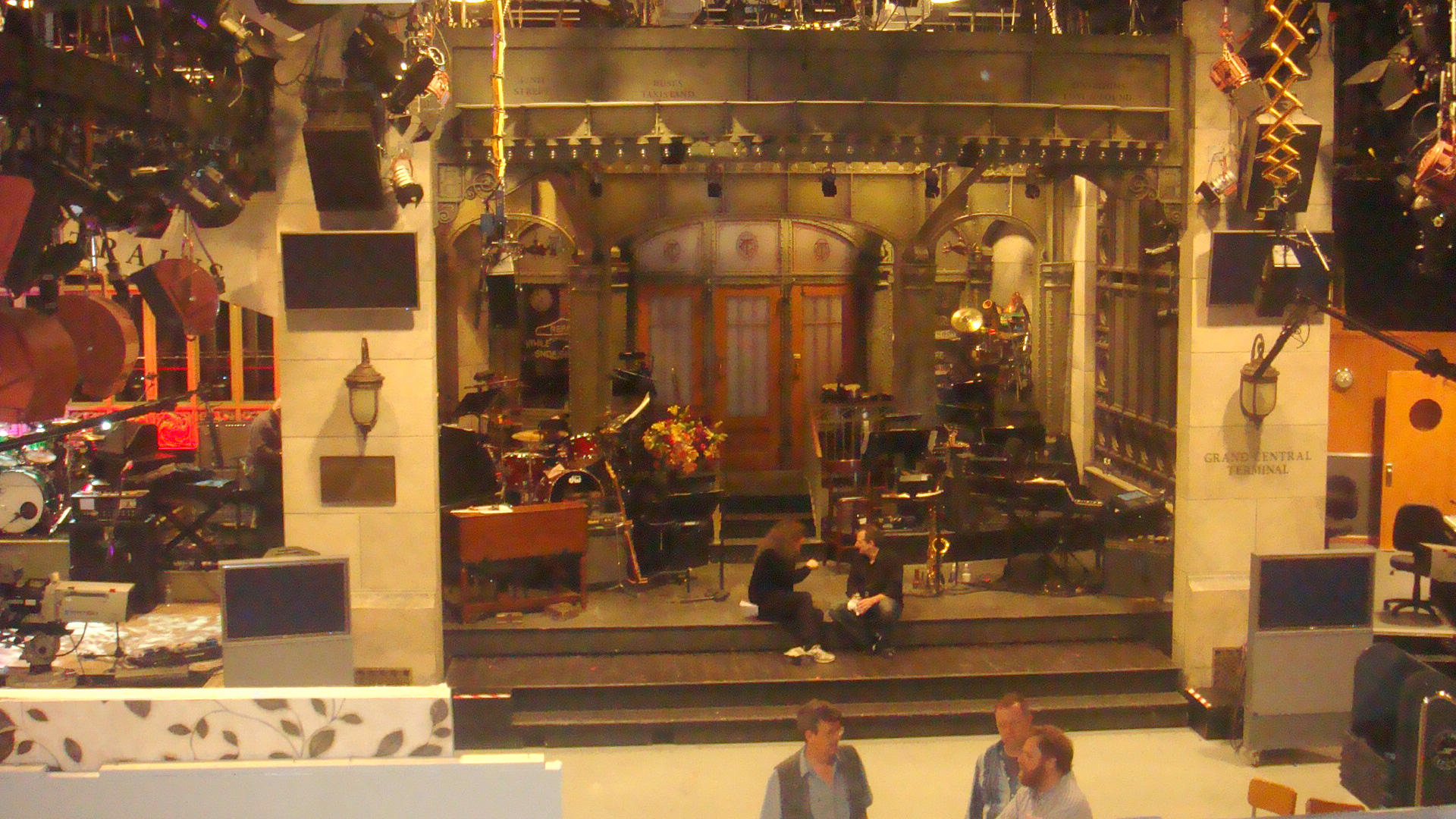
ساترداي نايت لايف، قبل 15 دقيقة من بدء الحدث.

يُبثّ البرنامج ليلة يوم السبت في الساعة 11:29:30 مساءاً (توقيت شرق أمريكا)، وتستمر الحلقة لإثنان وتسعون دقيقة مع الإعلانات، وتنتهي في الساعة 1:02 صباحاً.

### حول العالم
بعد نجاح البرنامج في الولايات المتحدة لاقى البرنامج رواجاً دولياً وطور لنسخ محلية في العديد من الدول حول العالم في: كندا، إسبانيا، إيطاليا، كوريا الجنوبية، اليابان، البرازيل، فنلندا، كما طورت نسخة عربية من البرنامج عرضت في مصر على قنوات أوربت شوتايم (OSN).

## الإستقبال
في عام 2002، حصل برنامج ساترداي نايت لايف على المرتبة العاشرة بقائمة دليل التلفاز "لأفضل 50 برنامج في تاريخ التلفاز"، في عام 2007، وضع البرنامج في قائمة مجلة تايم لأفضل 100 برنامج في تاريخ التلفاز"، في ديسمبر، 2013، حصل البرنامج على المرتبة 18# في قائمة "أفضل 60 برنامج في تارخ التلفاز".

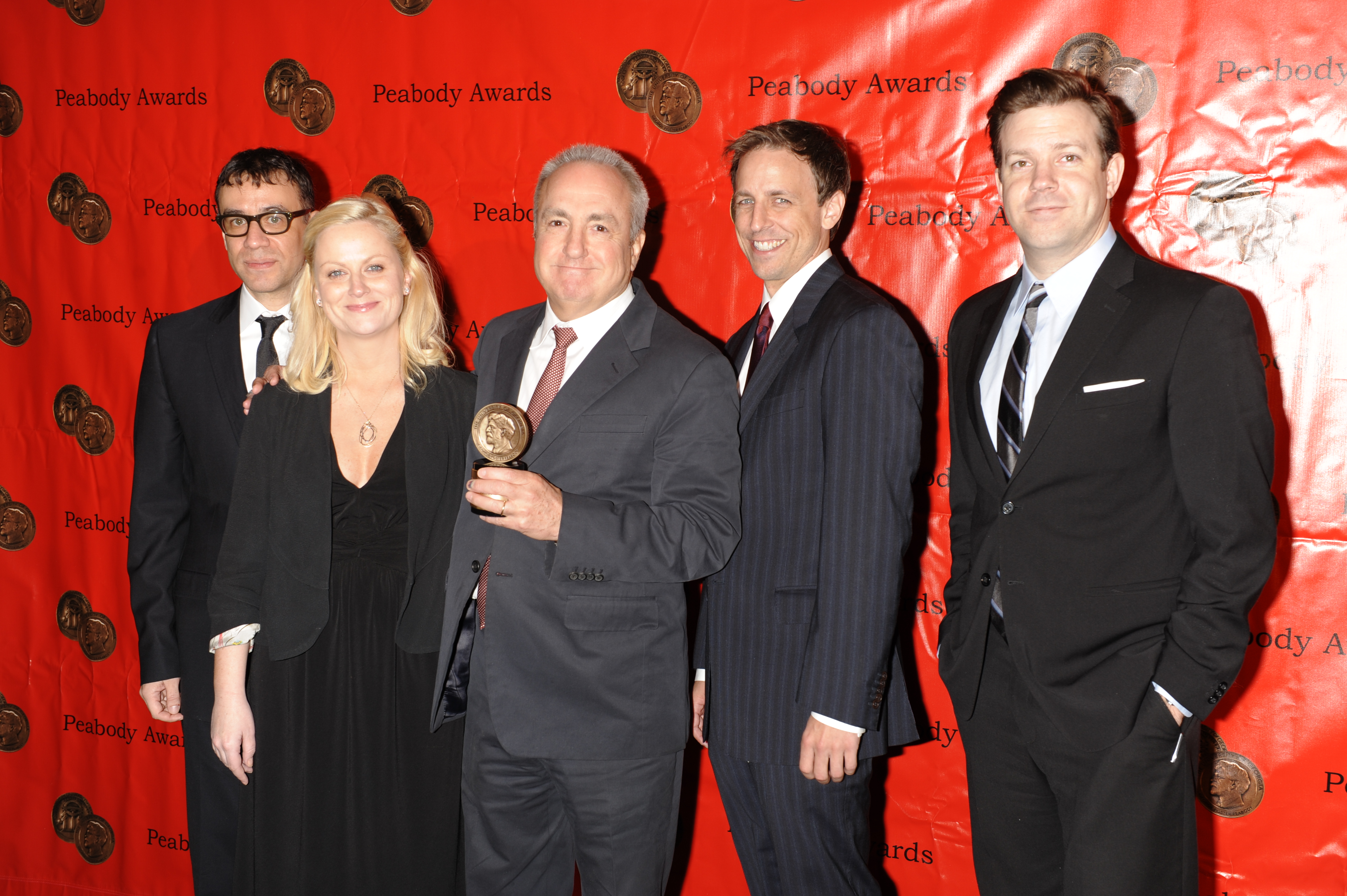
لورن مايكلز وطاقم التمثيل في 2008

### الجوائز والترشيحات
حصل برنامج ساترداي نايت لايف على العديد من الجوائز والترشيحات منذ بدأ عرضه في 1975، تضمنت: 58 جائزة إيمي برايم تايم، 2 جائزة بيبودي، و4 جوائز جمعية الكتاب الأمريكية. في عام 2009، حصل البرنامج على 13 ترشيح لجوائز الإيمي برايم تايم، وما مجموعه 126 ترشيح، إذ يُعد البرنامج الأكثر ترشيحاً للجائزة الإيمي، متغلباً على مسلسل الدراما «إي آر». اعتباراً من أغسطس 2012، حصل البرنامج على 156 ترشيحاً لجوائز الإيمي.
ترشح 19 ممثلاً من طاقم تمثيل البرنامج لجوائز الإيمي برايم تايم 36 مرة لفئة «أفضل أداء في برنامج منوعات أو موسيقى»، «أفضل ممثل مساعد في مسلسل كوميدي»، و«أفضل ممثلة مساعدة في مسلسل كوميدي»، فاز أربع ممثلين من المرشحين التسعة عشر: تشيفي تشيس (1976)، غيلدا رادنر (1978)، دانا كارفي (1993)، وكيت مكينون (2016-17).

## في وسائل الإعلام

### الإصدار المنزلي
تمتلك شركتا يونيفرسال هوم ستوديوز ولايون غايت الترفيهية حقوق التوزيع على الأقراص المدمجة. صدرت المواسم الخمس الأولى من البرنامج على أقراص مدمجة (DVD) لأول مرة في عام 2006، كما صدر العديد من أفضل لحظات طاقم التمثيل، وتصدر ويل فيرل القائمة بثلاثة أقراص مدمجة (SNL: The Best of Will Farrel 1,2,3).
| العنوان الأصلي                  | العنوان بالعربية | تاريخ الإصدار  |
| العنوان الأصلي                  | العنوان بالعربية | المنطقة 1      |
| ------------------------------- | ---------------- | -------------- |
| SNL: The Complete First Season  | الموسم الأول     | 5 ديسمبر، 2006 |
| SNL: The Complete Second Season | الموسم الثاني    | 4 ديسمبر، 2007 |
| SNL: The Complete Third Season  | الموسم الثالث    | 13 مايو، 2008  |
| SNL: The Complete Fourth Season | الموسم الرابع    | 2 ديسمبر، 2008 |
| SNL: The Complete Fifth Season  | الموسم الخامس    | 1 ديسمبر، 2009 |

### أفلام سينمائية
لأكثر من مرة حاول لورن مايكلز ومنتجوا ساترداي نايت لايف تحول بعض المشاهد الكوميدية تلك التي لاقت رواجاً وشعبية إلى أفلاماً سينمائية لاقى بعضها نجاحاً على مستوى النقاد والمشاهدين. بدأت أولى محاولاتهم بنجاح حيث حقق فيلم أخوان البلوز (1980) بطولة دان أيكرويد وجيم بيلوش، حقق أكثر من 115$ مليون دولار أمريكي بميزانية 27$ مليون دولار أمريكي.
| عنوان الفيلم            | تاريخ الإصدار (الولايات المتحدة) | الميزانية       | إيرادات شباك التذاكر | إيرادات شباك التذاكر | إيرادات شباك التذاكر |
| عنوان الفيلم            | تاريخ الإصدار (الولايات المتحدة) | الميزانية       | الولايات المتحدة     | مناطق أخرى           | حول العالم           |
| ----------------------- | -------------------------------- | --------------- | -------------------- | -------------------- | -------------------- |
| أخوان البلوز            | 20 يونيو، 1980                   | $27 مليون دولار | $57,229,890          | $58,000,000          | $115,229,890         |
| عالم واين               | 14 فبراير، 1992                  | $20 مليون دولار | $121,697,323         | $61,400,000          | $183,097,323         |
| كونهيدز                 | 23 يوليو، 1993                   | $33 مليون دولار | $21,274,717          | —                    | $21,274,717          |
| عالم واين: الجزء الثاني | 10 ديسمبر، 1993                  | $40 مليون دولار | $48,197,805          | —                    | $48,197,805          |
| انه بات                 | 26 أغسطس، 1994                   | $8 مليون دولار  | $60,822              | —                    | $60,822              |
| ستوارت ينقذ عائلته      | 14 أبريل، 1995                   | $15 مليون دولار | $912,082             |                      | $912,082             |
| أخوان البلوز 2000       | 6 فبراير، 1998                   | $28 مليون دولار | $14,051,384          | —                    | $14,051,384          |
| ليلة في روكسبيري        | 2 أكتوبر، 1998                   | $17 مليون دولار | $30,331,165          | —                    | $30,331,165          |
| النجم الصاعد            | 8 أكتوبر، 1999                   | $14 مليون دولار | $30,636,478          | —                    | $30,636,478          |
| رجل النساء              | 13 أكتوبر، 2000                  | $24 مليون دولار | $13,616,610          | $126,602             | $13,743,212          |
| ماكغروبر                | 21 مايو، 2001                    | $10 مليون دولار | $8,525,600           | $797,295             | $9,259,314           |

## وصلات خارجية
- الموقع الرسمي
- ساترداي نايت لايف على موقع IMDb (الإنجليزية)
- ساترداي نايت لايف على موقع ميتاكريتيك (الإنجليزية)
- ساترداي نايت لايف على موقع الموسوعة البريطانية (الإنجليزية)
- ساترداي نايت لايف على موقع روتن توميتوز (الإنجليزية)
- ساترداي نايت لايف على موقع ميوزك برينز (الإنجليزية)
- ساترداي نايت لايف على موقع كينوبويسك (الروسية)
- ساترداي نايت لايف على موقع ميوزك برينز (الإنجليزية)
- ساترداي نايت لايف على موقع ميوزك برينز (الإنجليزية)
- ساترداي نايت لايف على موقع قاعدة بيانات الفيلم (الإنجليزية)
- Saturday Night Live video archive at ياهو! فيديو
- ساترداي نايت لايف على مشروع الدليل المفتوح